# Peugeot NE
O Peugeot NE foi um motor de combustão interna compacto com uma configuração de quatro cilindros em linha, produzido entre 1920 e 1931 pela Peugeot.

## Características
Estas são as características principais dos motores da família NE:
- Disposição 4 cilindros em linha;
- Cárter e bloco em ferro fundidos em uma só peça;
- Cabeçote em ferro fundido;
- Cilindrada:
  - 667 cm3 (1920-24);
  - 720 cm3 (1925-27);
  - 695 cm3 (1927-31);
- Diâmetro e curso dos cilindros:
  - 50x85 mm (1920-24);
  - 51x88 mm (1925-27);
  - 51x85 mm (1927-31);
- Distribuição: um eixo de comando e válvulas laterais;
- Duas válvulas por cilindro;
- Alimentação: um carburador Zenith 22HAK, horizontal de corpo simples;
- Ignição por magneto;
- Refrigerado à água;
- Virabrequim com dois eixos de rolamento principais sobre esferas.

Em sua primeira versão, de  667 cm3, o motor NE gerava uma potência máxima de 9,5 CV a 2.000 rpm.

## Utilização
- motor NE (667 cm3):
  - Peugeot Tipo 161 "Quadrilette" (1920-23);

- motor NE2 (667 cm3):
  - Peugeot Tipo 172 "Quadrilette" e 172 BC (1924);

- motor NE3 (720 cm3):
  - Peugeot Tipo 172 BS "Quadrilette" (1924);
  - Peugeot Tipo 172 BC (1925);

- motor NE4 (720 cm3):
  - Peugeot Tipo 172 P e R (1925-27);

- motor NE5 (695 cm3):
  - Peugeot Tipo 172 M e S (1927-29);
  - Peugeot Tipo 190 S (1929-31).